# Pipit de Sundevall
Anthus lineiventris · Pipit striée de Sundevall
Espèce
Statut de conservation UICN

LC : Préoccupation mineure
Le Pipit de Sundevall (Anthus lineiventris) est une espèce africaine de passereaux de la famille des Motacillidae. Cet oiseau est également appelé Pipit striée de Sundevall.

## Répartition
Ce taxon se rencontre en Afrique du Sud, en Angola, au Botswana, au Burundi, en Eswatini, au Kenya, au Malawi, en Mozambique, au Rwanda, en République démocratique du Congo, en Tanzanie, en Zambie et au Zimbabwe.

## Liste des sous-espèces
Selon GBIF (8 juin 2023) :
- Anthus lineiventris lineiventris Sundevall, 1850
- Anthus lineiventris stygium Clancey, 1952

## Systématique
Le nom valide complet (avec auteur) de ce taxon est Anthus lineiventris Sundevall, 1850,.
Ce taxon porte en français les noms vernaculaires ou normalisés suivants : Pipit de Sundevall, Pipit striée de Sundevall,.

## Publication originale
- (sv + la) Sundevall, « Fåglar frân Södra Afrika » [« Oiseaux d'Afrique du Sud »], Öfversigt af Kongl. Vetenskaps-Akademiens Förhandlingar, Stockholm, Norstedt & Söner, vol. 7,‎ 1850, p. 96-111 (ISSN 1100-4622, OCLC 6303212, lire en ligne).